# Воля-Дужа-Кольонія
Воля-Дужа-Кольонія (пол. Wola Duża-Kolonia) — село в Польщі, у гміні Бихава Люблінського повіту Люблінського воєводства.
Населення — 96 осіб (2011).

## Демографія
Демографічна структура станом на 31 березня 2011 року:
|          | Загалом | Допрацездатний вік | Працездатний вік | Постпрацездатний вік |
| -------- | ------- | ------------------ | ---------------- | -------------------- |
| Чоловіки | 53      | 14                 | 33               | 6                    |
| Жінки    | 43      | 11                 | 21               | 11                   |
| Разом    | 96      | 25                 | 54               | 17                   |